# Escola de Princesinhas
Escola de Princesinhas (Little Princess School nos Estados Unidos) é uma série de desenho animado brasileiro, produzido pela Vídeo Brinquedo. Começou sendo distribuído em DVD e até agora gerou 15 episódios (divididos em 5 DVDs) entre 2007 e 2014. 
Na televisão estreou no dia 6 de Junho de 2009 na TV Rá-Tim-Bum.  Em 2014 o desenho voltou a ser transmitido pela RedeTV! no programa infantil TV Kids, apresentado pelos palhaços Teleco e Teco. 
Ao contrário da maioria das séries animadas da Vídeo Brinquedo, esta é a única série em animação em Flash, enquanto as demais são em CGI. Foi considerada por um tempo o carro-chefe da empresa, junto com Os Carrinhos.

## História
Em uma escola onde se preparam as princesas dos contos de fada, estudam cinco amigas inseparáveis: Cindy, Bianca, Hime, Iriá e Zade. Lá, elas aprendem a se comportar como as heroínas dos contos de fadas que a gente já conhece. Mas com essa turma, os corredores da escola vão ser palco de uma confusão atrás da outra.
Apesar de aplicadas, as cinco amigas estão sempre metidas nas maiores encrencas. Elas são curiosas e espertas, o que dá um toque especial às aventuras dessas princesinhas.

## Personagens

### Principais
- Bianca - A mais ingênua da turma, acredita em tudo o que contam para ela. Não vê maldade em nada, é muitas vezes esse seu comportamento que leva as amigas a enrascadas. Bianca adora os animais, se pudesse ela teria um bichinho de cada espécie. O problema é que as regras da escola não permitem que as meninas tenham animais de estimação. Seu nome e aparência são baseados na Branca de Neve.
- Cindy - A líder da turma é decidida e sabe o que quer. É muito questionadora e não concorda em esperar passivamente o príncipe encantado. Ela gosta de aventuras, mesmo que isso vá contra o que os professores ensinam. Essa princesinha é a mais vaidosa da turma, e vive sonhando em ter um sapato de cristal da última moda. Seu nome e aparência são baseados na Cinderela.
- Hime - Ela é geniosa, mimada e muito brava, se irrita com facilidade, luta artes marciais e às vezes soluciona a encrenca em que as meninas se metem. Mesmo assim, é uma manteiga derretida e chora com facilidade. Possui os olhos fechados e nunca foi vista com eles abertos. Seu nome significa princesa em japonês. É uma princesa de origem japonesa.

Sua aparência é uma mistura das princesas Ariel e Mulan.
- Iriá - É a mais sábia das princesas, traz os conselhos certos nas horas certas. Entende um pouco de magia, mas o problema é que muitas vezes seus feitiços não acabam saindo como previsto, aumentando as encrencas que tentava solucionar. É uma princesa de origem africana.

Sua aparência é uma mistura das princesas Tiana e Bela.
- Zade - A mais romântica e sonhadora das princesas, segue as regras da escola à risca e evita se meter nas aventuras das amigas. Ela acha tudo perigoso e prefere não fazer nada sem avisar aos professores. Tem uma imaginação muito fértil e tudo acaba ganhando proporções assustadoras. Seu nome é abreviado de Xerazade. É uma princesa de origem árabe.

Sua aparência é baseada na Jasmine.
- Madame Drástica - Responsável pela aula de encantos, é a mais sombria das professoras. Dizem por aí que ela é uma feiticeira, mas ninguém tem certeza. Ela suspeita das meninas e faz de tudo para que sejam apanhadas pela senhora Grimm. Seu nome alude à palavra "madrasta".

Sua aparência é baseada na vilã Rainha Má (Disney).

### Personagens Secundários
- Madame Grimm - A diretora da escola das meninas. Uma mulher boa, que geralmente aparece avisando algo que irá acontecer na escola. Seu nome é uma referência aos Irmãos Grimm.
- Professora Zel - É uma professora da escola, que geralmente parece ser um pouco animada demais. É uma boa pessoa e sempre ajuda as meninas. Seu nome é abreviado de Rapunzel.
- Dango - É o anão zelador da escola. Ele é muito atrapalhado, esquecendo alguns de seus deveres muitas vezes.
- Bruxa dos Doces - É uma bruxa que mora numa casa de doces. Costuma fazer tortas e contar histórias. É baseada na bruxa de João e Maria.

## Episódios

### 1ª temporada (2007) - Escola de Princesinhas
| #S | #T | Título               | Data de exibição |
| -- | -- | -------------------- | ---------------- |
| 1  | 1  | As Belas Adormecidas | 2007             |
| 2  | 2  | O Sapo Encantado     | 2007             |
| 3  | 3  | Príncipes Indefesos  | 2007             |

### 2ª temporada (2008) - Escola de Princesinhas 2
| #S | #T | Título             | Data de exibição |
| -- | -- | ------------------ | ---------------- |
| 1  | 4  | O Dragão de Bianca | 2008             |
| 2  | 5  | Flor Encantada     | 2008             |
| 3  | 6  | O Desafio Delicado | 2008             |

### 3ª temporada (2009) - Escola de Princesinhas 3
| #S | #T | Título                  | Data de exibição |
| -- | -- | ----------------------- | ---------------- |
| 1  | 7  | 3 Pedidos               | 2009             |
| 2  | 8  | O Gigante e a Borboleta | 2009             |
| 3  | 9  | A Fadinha Atrapalhada   | 2009             |

### 4ª temporada (2010) - Escola de Princesinhas 4
| #S | #T | Título                 | Data de exibição |
| -- | -- | ---------------------- | ---------------- |
| 1  | 10 | A Aluna de Verão       | 2010             |
| 2  | 11 | O Gnomo                | 2010             |
| 3  | 12 | O Soldadinho de Chumbo | 2010             |

### 5ª temporada (2014) - Escola de Princesinhas 5
| #S | #T | Título             | Data de exibição |
| -- | -- | ------------------ | ---------------- |
| 1  | 13 | Cachinhos Dourados | 2014             |
| 2  | 14 | Casa de Doces      | 2014             |
| 3  | 15 | Vida Eterna        | 2014             |

## Produtos
Além dos DVDs relacionados à série, uma vasta linha de produtos vem sendo lançada, de ano em ano no mercado brasileiro. Existe uma linha de jogos, composta por: quebras-cabeças, jogos da memória e dominós, que foram lançados em 2009. Também foi lançado consequentemente uma linha de produtos para colorir das personagens. 
A escola/castelo das meninas foi lançado no mercado, em modo montável e uma linha de bonecas foi lançada, contendo três versões (comuns, agarradinhos e bonecas em vinil para pintar). Os DVDs relacionados à série já venderam cerca de 2 milhões de cópias.
As personagens também foram lançadas para se usar como 'teatro com dedos' e um jogo para computador, denominado de "Princesas Fashion Day" foi lançado, com uma versão adulta de Cindy e Iriá.

## Elenco
- Elisa Vilon - Cindy
- Claudia Victoria - Bianca
- Thainá Almeida - Zade
- Luciana Minei - Hime
- Lene Bastos - Iriá e Madame Drástica
- Sidney César - Dango
- Diretor de Dublagem: Raul Schlosser
- Estúdio: Luminus (Uniarthe)